# Santa Fe Springs
Santa Fe Springs è una città della Contea di Los Angeles, in California (Stati Uniti).

## Amministrazione

### Gemellaggi
- Santa Fe